# Callobius breviprocessus
Espèce
Callobius breviprocessus est une espèce d'araignées aranéomorphes de la famille des Amaurobiidae.

## Distribution
Cette espèce est endémique des îles Okinawa dans l'archipel Nansei au Japon,. Elle se rencontre sur Okinawa et Yabuchi-jima (ja).

## Description
Le mâle holotype mesure 5,1 mm et la femelle paratype 4,8 mm.

## Publication originale
- Okumura, Suzuki & Serita, 2020 : « Two new species of spiders of the families Agelenidae and Amaurobiidae from Okinawa Island, Japan. » Arachnology, vol. 18, no 6, p. 596-601.